# Natriumerythorbaat
Natriumerythorbaat is het natriumzout van erythorbinezuur.
Erythorbinezuur is een isomeer van ascorbinezuur en heeft dezelfde werking. Omdat het goedkoper is wordt het vaak in plaats van ascorbaat of ascorbinezuur gebruikt in vleesproducten.
Het verschil tussen erythorbinezuur en ascorbinezuur zit in de hydroxylgroep in de zijketen die het dichtst bij de ring ligt. De stereochemie rond het koolstofatoom is gespiegeld. Het koolstofatoom in erythorbinezuur heeft daar de R-configuratie, in ascorbinezuur treedt op die plaats de S-configuratie op.